# Eric Bibb

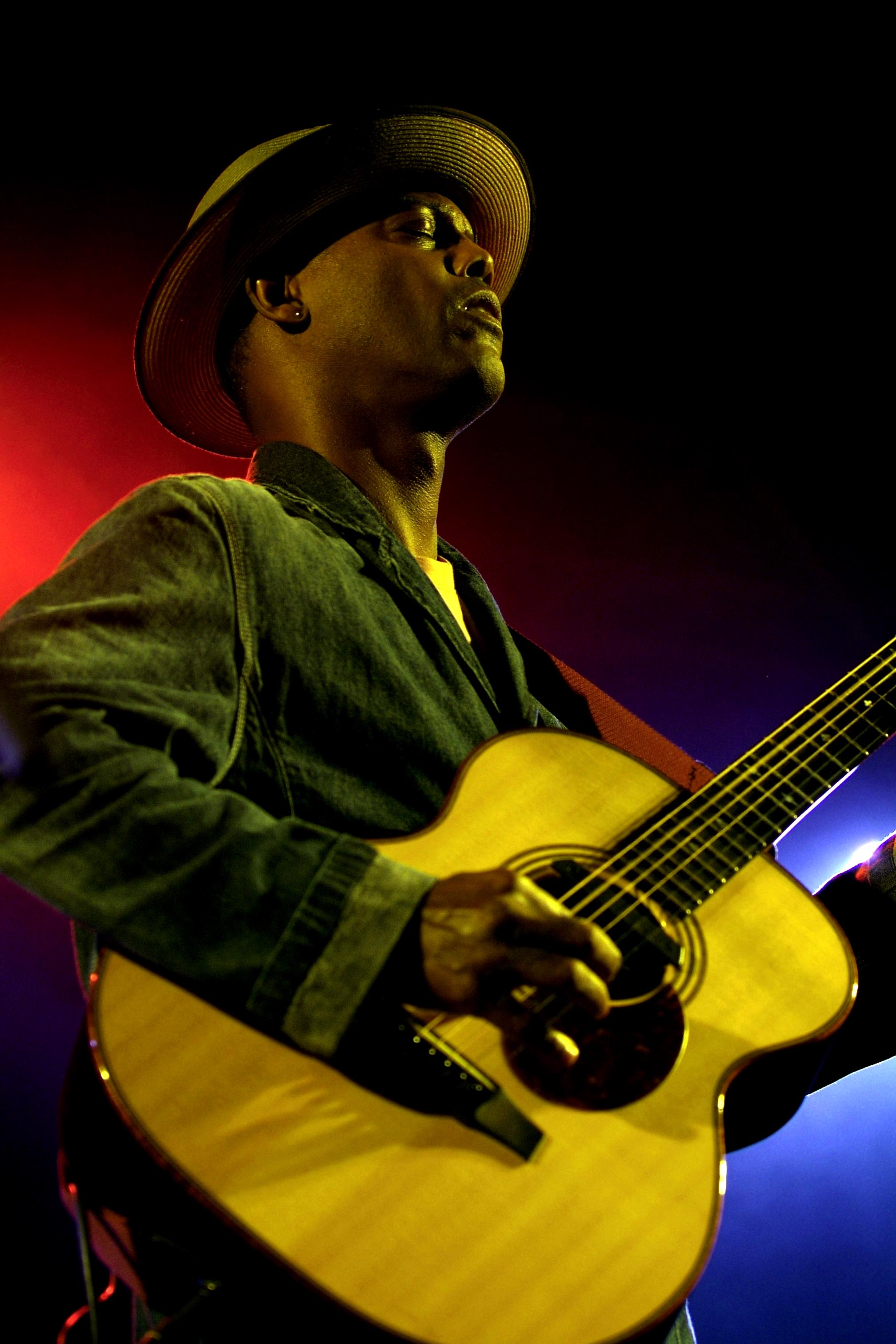
Eric Bibb in 2006

Eric Bibb (New York, 16 augustus 1951) is een Amerikaans akoestische blueszanger en songwriter.
Bibb is geboren in een muzikale familie. Zijn vader, Leon Bibb, ook zanger, werd bekend in de jaren 50 en 60. Zijn oom is John Lewis (Modern Jazz Quartet), wereldberoemd jazzpianist en componist. Vrienden van de familie waren onder anderen Pete Seeger, Odetta en acteur-zanger-activist Paul Robeson, Erics peetvader.

## Discografie

### Studioalbums
- In the Real World (2024)
- Ridin' (2023)
- Dear America (2021)
- The Happiest Man in the World (2016)
- Blues People (2014)
- Jericho Road (2013)
- Brothers in Bamako (met Habib Koité) (2012)
- Deeper in the Well (2012)
- Booker's Guitar (2010)
- Spirit I Am (2008)
- Live at FIP (2008)
- Evening with Eric Bibb (2007)
- Diamond Days (2007)
- Praising Peace: A Tribute to Paul Robeson (2006)
- Eric Bibb, A Retrospective (2006)
- Just Like Love (2005)
- A Ship Called Love (2005)
- Friends (2004)
- A Family Affair (2004)
- Natural Light (2003)
- Painting Signs (2001)
- Roadworks (2000)
- Home To Me (1999)
- Spirit and the Blues (1999)
- Good Stuff (1998)
- Me to You (1997)
- Rainbow People (1977)

### Dvd's
- Live at the Basement (2007)
- Up Close with Eric Bibb (2005)

### Compilaties
- Memphis To Mali (2005) (Putamayo Records)
- Bob Harris Presents (2005) (Assembly Records)
- Screamin' & Hollerin the Blues (2005) (Shanachie Records)
- Sisters & Brothers (2004) (Telarc Records)
- Blue Haze (2000) (Ruf Records)
- World Playground (1999) (Putamayo Records)
- Hippity Hop (1999) (Music For Little People)
- All You Need Is Love (1999) (Music For Little People)
- Shakin' a Tail Feather(1997) (Music For Little People)
- Absolute Blues (onbekend) (Jazz FM Records)

- Bibliothèque nationale de France: cb141558381 (data)
- Gemeinsame Normdatei: 135086752
- International Standard Name Identifier: 0000 0001 1463 5419
- Library of Congress Control Number: no98011739
- MusicBrainz: 2eb6240d-f5e7-4ba4-8003-2c5b2d651dfb
- Nationale Bibliotheek van Tsjechië: xx0116251
- Nationale bibliotheek van Australië: 40579029
- Nationale Bibliotheek van Israël: 987007400584905171
- LIBRIS: 396666
- Système universitaire de documentation: 115703780
- Virtual International Authority File: 120631834